# Lomaria regnelliana
Lomaria regnelliana là một loài dương xỉ trong họ Blechnaceae. Loài này được Kunze mô tả khoa học đầu tiên năm 1847.
Danh pháp khoa học của loài này chưa được làm sáng tỏ. 